# 德魯里山
德魯里山（英語：Mount Drewry），是南極洲的山峰，位於沙克爾頓海岸，處於比爾德摩爾冰川西岸，海拔高度2,910米，由英國探險隊發現和繪入地圖，現時由南極條約體系管理。